# Lirey
Lirey is een gemeente in het Franse departement Aube (regio Grand Est) en telt 96 inwoners (2009). De plaats maakt deel uit van het arrondissement Troyes.

## Geschiedenis
Geoffroy de Charny stichtte in 1353 te Lirey een kleine kapittelkerk gewijd aan Onze-Lieve-Vrouw-Boodschap. Als relikwie presenteerden de kanunniken de lijkwade van Christus, maar de bisschop van Troyes zag er een doorzichtige fabricatie van de deken in en verbood het. Bij een nieuwe poging decennia later liet tegenpaus Clemens VII in 1390 toe dat de lijkwade getoond werd als "voorstelling", maar niet als een authentieke relikwie. Het artefact verliet Lirey in 1418 en kwam later bekend te staan als de Lijkwade van Turijn.
De kapittelkerk werd herbouwd in 1526, maar afgebroken in 1828. Het kalkstenen retabel van Nicolas Halins kwam terecht in de Saint-Sébastienkerk van Crésantignes, terwijl een ander retabel werd verworven door het Victoria and Albert Museum. In 1897 werd de kapel heropgebouwd.

## Geografie
De oppervlakte van Lirey bedraagt 4,9 km², de bevolkingsdichtheid is dus 19,6 inwoners per km².
De onderstaande kaart toont de ligging van Lirey met de belangrijkste infrastructuur en aangrenzende gemeenten.

## Demografie
Onderstaande figuur toont het verloop van het inwonertal (bron: INSEE-tellingen).

Vanwege een beveiligingsprobleem met de MediaWiki Graph-software is het momenteel niet mogelijk deze grafiek weer te geven. Zodra de software is bijgewerkt zal de grafiek vanzelf weer zichtbaar worden.

## Voetnoten
1. ↑  Populations de référence 2022.
2. 1 2  Le Saint-Suaire de Lirey, Département de l'Aube, Direction des Archives et du patrimoine (bezocht 2 augustus 2025)
3. ↑  Nicolas Sarzeaud, "L'Interprétation d'une sainte trace. Le Suaire de Turin et la longue histoire des régimes de preuves (note critique)" in: Annales. Histoire, Sciences Sociales, 2024, nr. 2, p. 338. DOI:10.1017/ahss.2024.48
4. ↑  Retable (reliefs): Flagellation, Crucifixion, Mise au tombeau, Plateforme ouverte du patrimoine (bezocht 2 augustus 2025)